# 73-as trolibusz (Budapest)
A budapesti 73-as jelzésű trolibusz a Kápolna tér  és a Nyugati pályaudvar között közlekedik. A viszonylatot a Budapesti Közlekedési Zrt. közlekedteti a Budapesti Közlekedési Központ megrendelésére. A vonalon elsőajtós felszállási rend van érvényben.

## Története
A járat 1952-től a Keleti és a Nyugati pályaudvar között közlekedett, ahol addig a 46-os villamos járt. (A Nyugati pályaudvarnál a Nagymező utcánál, majd a Jókai utcában fordult vissza.) 1968-tól a Garay utcától, majd 1971-től a Bethlen Gábor utca – Thököly út – Felsőerdősor utca útvonalon fordult vissza a Nyugati felé. Az M3-as metró építése miatt 1977-ben a Marx (ma Nyugati) téri hurokvégállomás – a 71-essel és a 72-essel együtt – átkerült a Lenin (ma Teréz) körúthoz Rudas László (ma Podmaniczky) utca – Kármán utca – Szobi utca – Eötvös utca – Rudas László utca fordulóútvonallal. 1981. december 30-án az M3-as metró II/B (Deák tér – Marx tér) szakaszának átadásakor útvonalát – a 72-es trolibuszéval párhuzamosan – az Arany János utca metróállomásnál kialakított végállomásig hosszabbították.
2014. március 23-án a Garay utcai végállomását áthelyezték a Kerepesi úti trolivégállomásra.
2020. március 7-étől a Deák Ferenc térig meghosszabbított útvonalon közlekedett. Az új szakaszon felsővezetéket nem építettek, ezért a vonalon kizárólag önjáró üzemmódra képes, alacsonypadlós trolibuszok jártak.
Az M3-as metró középső szakaszának felújítása miatt 2020. november 2-ától (már a munkálatok megkezdése előtt) ideiglenesen 73M jelzéssel közlekedett.
2022. április 15-étől az alacsony utazási igényekre hivatkozva, a Nyugati pályaudvar és a Deák Ferenc tér közötti megállók helyett a Teréz körút – Váci út – Ferdinánd híd útvonalon haladva fordul vissza a Keleti pályaudvar felé, illetve visszakapta a 73-as jelzést.
2025. május 24-én útvonala meghosszabbodott, a 75-öst kiváltva a kőbányai Kápolna térről indul és a Kápolna utca – Pongrácz út – Kerepesi út útvonalon éri el a Keleti pályaudvart, innen a korábbi útvonalán halad a Balzac utca megállóhelyig, majd a Váci út – Lehel utca – Lehel tér – Váci út útvonalon betér a Lehel térre, tovább a Ferdinánd hídon átkelve eddigi útvonalán érkezik a Keleti pályaudvarhoz, azonban a trolibusz-terminál érintése nélkül, az ellenkező iránnyal azonos útvonalon a Kápolna térig közlekedik.

## Útvonala
| Nyugati pályaudvar (Podmaniczky utca) felé |
| Kápolna tér vá. – Kápolna utca – Kőbányai út – Pongrácz út – Kerepesi út – Rottenbiller utca – Wesselényi utca – Izabella utca – Szondi utca – Vörösmarty utca – Podmaniczky utca – Nyugati pályaudvar M (Podmaniczky utca) vá.                                                      |
| Kápolna tér felé |
| Nyugati pályaudvar M (Podmaniczky utca) vá. – Podmaniczky utca – Teréz körút – Nyugati tér – Váci út – Lehel utca – Lehel tér – Váci út – Ferdinánd híd – Izabella utca – Dohány utca – Rottenbiller utca – Kerepesi út – Pongrácz út – Kőbányai út – Kápolna utca – Kápolna tér vá. |

## Megállóhelyei
| 0  | Kápolna tér végállomás                                       | 34 | 95, 195, 217 | Tűzoltó Múzeum, X. kerületi Tűzoltóság                                         |
| 1  | Kápolna utca                                                 | 33 | 3, 28, 28A, 62, 62A 9, 95, 162, 195, 262 |                                                                                |
| 2  | Kőbánya alsó vasútállomás                                    | 31 | 3, 28, 28A, 62, 62A 9, 95, 117, 151, 162, 185, 195, 217, 217E, 262 S21 S50 G50 Z50                                                                                      | Kőbánya alsó megállóhely                                                       |
| 4  | Kistorony park                                               | 29 | 95, 195 |                                                                                |
| 6  | Pongrácz úti lakótelep                                       | 28 | 37, 37A 95, 195 | Kőbányai troli és autóbuszgarázs                                               |
| 8  | Hős utca                                                     | 27 | 95, 195 |                                                                                |
| ∫  | Őrnagy utca                                                  | 26 | 80 95, 130, 195 |                                                                                |
| 11 | Puskás Ferenc Stadion M                                      | 25 | 1, 1A 75, 77, 80 95, 130, 195 | Puskás Aréna, Papp László Budapest Sportaréna, Metróállomás, Volánbusz-állomás |
| 13 | Gumigyár                                                     | 22 | 80 |                                                                                |
| 14 | Arena Mall bevásárlóközpont                                  | 21 | 80 | Arena Mall                                                                     |
| 16 | Keleti pályaudvar M                                          | 19 | 23, 24 76, 78, 79, 80 5, 7, 7E, 8E, 20E, 30, 30A, 107, 108E, 110, 112, 133E, 230 G10 S60 G60 Z60 S80 G80 IC, EC, EN, InterRégió, sebesvonat, gyorsvonat, expresszvonat, | Trolibusz-terminál, metróállomás, Keleti pályaudvar                            |
| 17 | Munkás utca                                                  | 17 | (Keleti pályaudvar) 76, 79 5, 7, 107, 110, 112 |                                                                                |
| 18 | Péterfy Sándor utca                                          | ∫  | 76, 79 | Péterfy Sándor utcai kórház                                                    |
| 20 | Rottenbiller utca / István utca                              | ∫  | 74, 76 | Állatorvostudományi Egyetem                                                    |
| ∫  | Rózsák tere                                                  | 15 | 74, 76 | Árpád-házi Szent Erzsébet-plébániatemplom                                      |
| 22 | Rózsa utca                                                   | ∫  | 74, 76 | Magyar Színház                                                                 |
| ∫  | Wesselényi utca / Izabella utca                              | 14 | 76 |                                                                                |
| 23 | Dob utca                                                     | ∫  | 76 | Magyar Színház                                                                 |
| 24 | Izabella utca / Király utca                                  | 13 | 70, 76, 78 |                                                                                |
| 25 | Andrássy út (Vörösmarty utca M)                              | 11 | 76 105, 210, 210B |                                                                                |
| 27 | Ferdinánd híd (Izabella utca)                                | 9  | 72, 76 |                                                                                |
| ∫  | Lehel tér M                                                  | 6  | 14 76 15 | Metróállomás, Lehel Csarnok                                                    |
| ∫  | Balzac utca                                                  | 4  | | Westend bevásárlóközpont                                                       |
| ∫  | Nyugati pályaudvar M                                         | 2  | 4, 6 9, 26, 91, 191, 226, 291 S21 S50 Z50 S70 G70 Z70 S71 G71 S72 Z72 IC, EC, sebesvonat                                                                                | Autóbusz-állomás, metróállomás, pályaudvar                                     |
| 29 | Nyugati pályaudvar M (Podmaniczky utca) vonalközi végállomás | 0  | 72 | Autóbusz-állomás, metróállomás, pályaudvar                                     |